# Szendrő
Szendrő ist eine ungarische Stadt im Kreis Edelény im Komitat Borsod-Abaúj-Zemplén.

## Geografische Lage
Szendrő liegt im Norden Ungarns, 40 km nördlich von Miskolc entfernt. Die Grenze zur Slowakei verläuft etwa 15 km nördlich (Luftlinie). Auf der Hauptstraße 27, die durch die Stadt führt, gelangt man nach etwa 24 km in nordöstlicher Richtung nach Tornanádaska, wo sich ein Grenzübergang befindet.

## Geschichte
Erstmals erwähnt wurde Szendrő im Jahr 1317. Die Burg war eine der frühesten Steinburgen in der dortigen Region. Sie war eine wichtige Grenzbefestigung während der türkischen Besatzung von Teilen Ungarns im 16. und 17. Jahrhundert. Während des Aufstandes von Franz II. Rákóczi (1702–1711) zerstörte dieser 1707 die Burg.
1896 erhielt Szendrő einen Eisenbahnanschluss, 1996 wurde dem Ort der Status einer Stadt verliehen.

## Söhne und Töchter der Stadt
- Samuel Köleséri von Keres-Eer (1663–1732), Arzt und Mitglied der „Leopoldina“
- Anna Ornstein (1927–2025), ungarisch-US-amerikanische Kinderpsychiaterin, Psychoanalytikerin und Holocaustüberlebende

## Partnerstadt
- Mit Leutershausen in Mittelfranken, Deutschland, besteht eine Städtepartnerschaft.

## Galerie

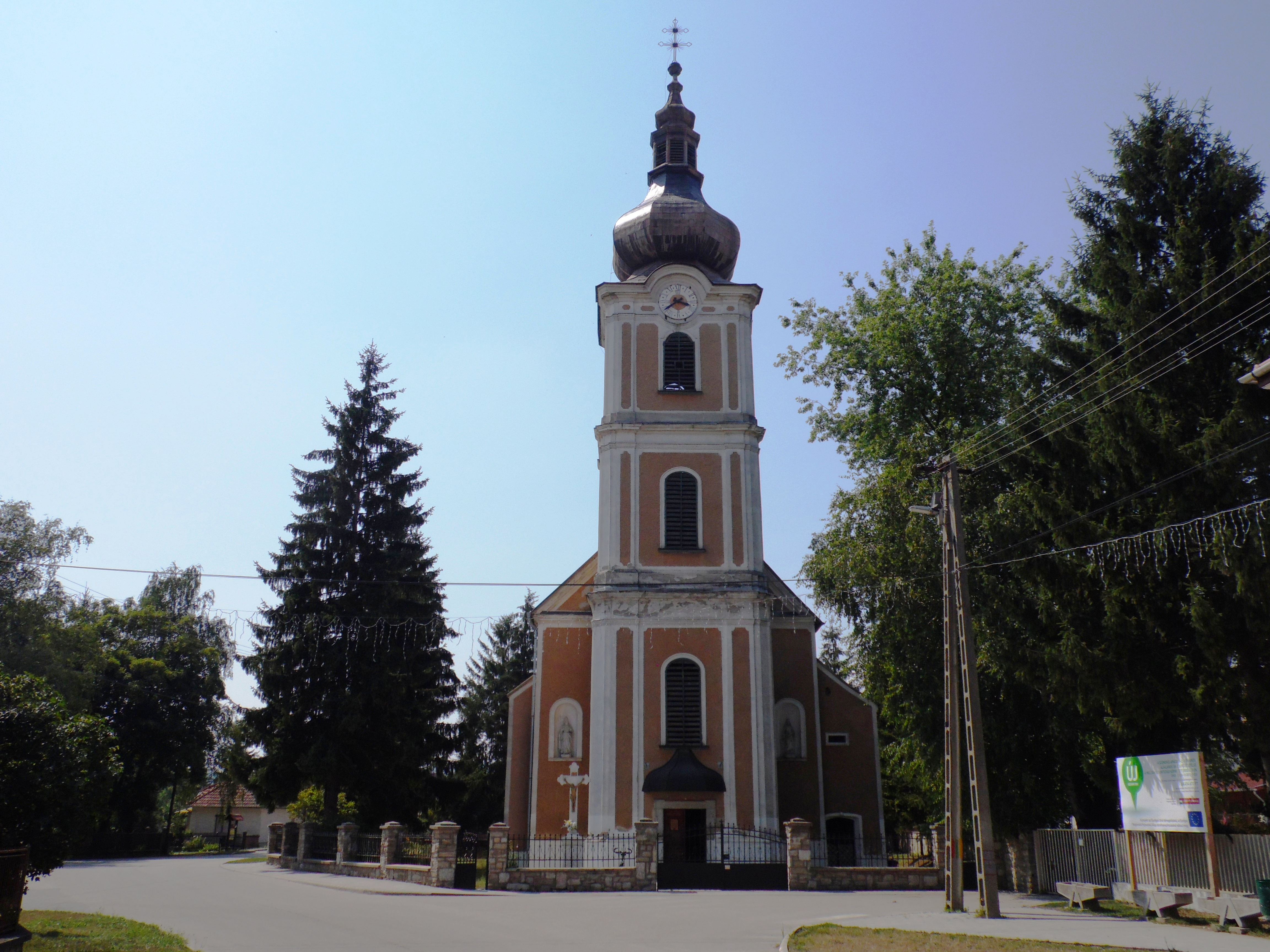
Die römisch-katholische Kirche von Szendrő (1635)
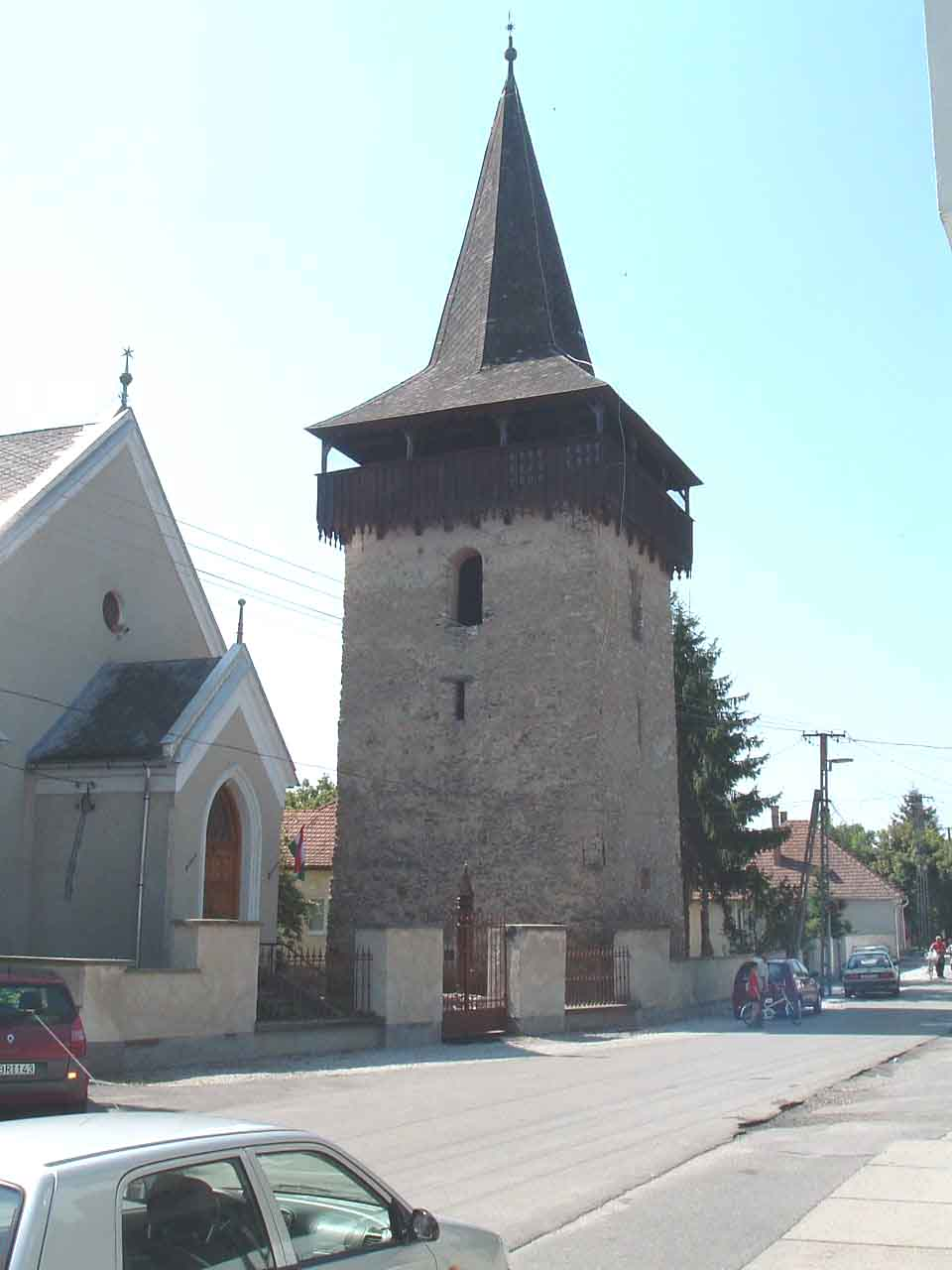
Reformierte Kirche von Szendrő
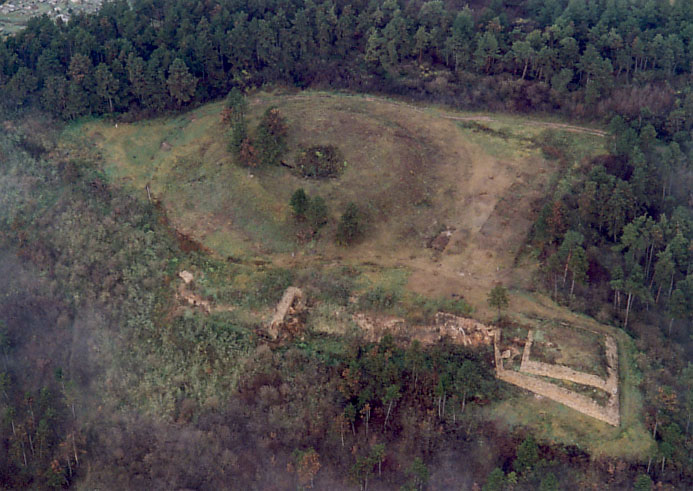
Luftbild der Burg von Szendrő